# توکاپل ۲۰۱۳
سیارک ۲۰۱۳ (به انگلیسی: 2013 Tucapel، نامگذاری:1971UH4) دو هزار و سیزدهمین سیارک کشف شده‌است که در ۲۲ اکتبر ۱۹۷۱ کشف شد.
قدر مطلق سیارک برابر ۱۲٫۶۰ است.